# Przełęcz Pułaskiego
Przełęcz Pułaskiego, 743 m n.p.m. – przełęcz w zachodniej części Beskidu Niskiego, leżąca na granicy Polski i Słowacji. Znajduje się pomiędzy szczytami Lackowej (997 m n.p.m.) i Ostrego Wierchu (938 m n.p.m.).
Kiedyś przebiegała tędy lokalna droga z Bielicznej do Cigelki.
Z okolicą przełęczy związana jest historia pochówku wampirycznego. Na trójstyku Bielicznej, Huty Wysowskiej i Słowacji pochowano samobójcę, którego miejscowa ludność posądziła o regularne wstawanie z grobu. W związku z tym wezwano baczę spod Tatr w celu przeprowadzenia pochówku wampirycznego.

## Piesze szlaki turystyczne
- Wysowa-Zdrój – Przełęcz Pułaskiego (743 m n.p.m.) – Lackowa (997 m n.p.m.) – Krynica
- słowacki szlak graniczny

Poprzednią (patrząc od zachodu) przełęczą w granicznym grzbiecie Karpat jest przełęcz Beskid nad Izbami, a następną – Przełęcz Wysowska.